# Eaux profondes (film, 1981)
Pour les articles homonymes, voir Eaux profondes (homonymie).
Pour plus de détails, voir Fiche technique et Distribution.
Eaux profondes est un film français réalisé par Michel Deville, sorti en 1981.
Il est adapté du roman de même nom écrit par Patricia Highsmith.

## Synopsis
À Jersey, Mélanie (Isabelle Huppert) et Vic (Jean-Louis Trintignant) forment un couple particulier, même s'ils sont bien intégrés dans la population locale. Mélanie séduit d'autres hommes et Vic regarde son épouse dans les bras des autres, sans manifester extérieurement la moindre jalousie. Il s'arrange toutefois pour faire peur aux prétendants et les éloigner de sa femme. Un jour, celle-ci s'éprend du pianiste Carlo. Lors d'une soirée, Vic le tuera en faisant croire à une mort accidentelle dans une piscine. L'enquête conclut à l'accident, mais Mélanie accuse son mari. Arrive alors un Canadien, que Mélanie séduit à nouveau. Vic le tue également, faisant disparaître le corps. Mélanie accuse à nouveau son époux, mais l'enquête est close, faute de cadavre. Mélanie se remet alors à aimer son mari et ils forment à nouveau un couple idéal.

## Fiche technique
- Titre : Eaux profondes
- Réalisation : Michel Deville
- Scénario : Florence Delay, Michel Deville, Christopher Frank d'après le roman Eaux profondes (Deep Water) de Patricia Highsmith
- Décors : Didier Massari
- Costumes : Rosalinde Damamme
- Photographie : Claude Lecomte
- Son : André Hervée
- Montage : Raymonde Guyot
- Musique : Manuel de Falla
- Production : Daniel Toscan du Plantier
- Sociétés de production : Eléfilm - Hamster Productions - France 3 (FR 3)
- Société de distribution : Gaumont Distribution
- Pays d'origine :  France
- Format : Couleurs
- Genre : drame
- Durée : 94 minutes
- Date de sortie : 16 décembre 1981
- Affiche : Cyril Arnstam (France)

## Distribution
- Isabelle Huppert : Mélanie
- Jean-Louis Trintignant : Vic
- Sandrine Kljajic : Marion Allen
- Philippe Clévenot : Henri Valette
- Robin Renucci : Ralph
- Christian Benedetti : Carlo
- Jean-Michel Dupuis : Philip Cowan
- Bruce Myers : Tony Cameron
- Éric Frey : Denis Miller
- Jean-Luc Moreau : Joël
- Bertrand Bonvoisin : Carpentier
- Martine Costes : la mère de Julie
- Évelyne Didi : Evelyn Cowan
- Sylvie Orcier : Jeanne Miller
- Amélie Prévost